# Neverwinter Nights
Neverwinter Nights è un videogioco di ruolo con prospettiva in terza persona e ambiente di gioco in tre dimensioni, sviluppato da BioWare e pubblicato da Infogrames (ora Atari) nel 2002, basato sulle regole della terza edizione di Dungeons & Dragons e dell'ambientazione Forgotten Realms (con alcune modifiche).

## Trama
Neverwinter è un gioiello splendente tra le montagne innevate, una delle città più grandi del freddo Nord, situata nella parte settentrionale della Costa della Spada, regione del continente Faerûn. Nessuno si poteva aspettare che una terribile epidemia colpisse la popolazione proprio in un tale momento di prosperità: la Morte Gemente non ha eguali per le perdite provocate, e la prima necessità è trovare la cura. Un eroe deve ritrovare le creature di Waterdeep, l'unico rimedio esistente, sparite dopo l'attacco all'accademia dove venivano tenute nascoste lontano da occhi malvagi.
Il gioco si concentra sullo sviluppo di un personaggio che diventerà l'eroe della storia. Nell'avventura presente nel gioco base, il giocatore è singolarmente responsabile della distruzione di un potente culto, dell'interruzione dell'avanzata di una piaga insaziabile e dell'opposizione ad un attacco diretto alla città di Neverwinter, oltre ad alcune missioni secondarie. Il capitolo iniziale e quello finale si occupa di Neverwinter, ma la parte centrale della trama richiede al personaggio di avventurarsi nelle terre selvagge e poi a nord, verso la città di Luskan.

## Modalità di gioco
Siccome il gioco è basato sulle regole di Dungeons & Dragons, la prima cosa che il giocatore deve fare è creare il proprio personaggio giocante. È possibile scegliere il genere, la razza, la classe, l'allineamento, le caratteristiche (Forza, Destrezza, Intelligenza ecc.), le capacità possedute (attraverso la selezione di abilità, talenti, incantesimi ecc.), aspetto fisico e nome.
Questa fase consente di caratterizzare fortemente il proprio personaggio — uno può essere, ad esempio, un uomo dei boschi (classe Ranger) o un guaritore (classe Chierico), e scegliere le abilità e i talenti più utili (il Ranger potrebbe volere Empatia Animale, per esempio, mentre il Chierico sceglierà più probabilmente Incantesimi in combattimento). Anche se il giocatore sceglie di essere "buono" o "cattivo" ha poche possibilità di far procedere su binari diversi il corso della storia.
L'avventura contenuta nel gioco base è piuttosto lunga (tre CD contro uno solo delle espansioni). Dopo un breve preludio, sono presenti quattro "capitoli", e ognuno di essi consiste in una trama principale (ad esempio, il primo capitolo riguarda una misteriosa piaga nella città di Neverwinter) e in numerose missioni, sotto-missioni e mini-storie. Le meccaniche di gioco sono basate sulle regole di Dungeons & Dragons Terza Edizione, in cui le azioni più importanti (combattimento, persuasione, movimenti particolari ecc.) sono determinate con tiri di dado. Per esempio, quando un guerriero attacca, potrebbe utilizzare una spada corta che infligge un danno di 1d6 (significa che, per determinare la quantità di punti di danno inflitta, bisogna tirare un dado a sei facce per una volta).

### Multiplayer
Una robusta componente multiplayer separa Neverwinter Nights dai precedenti videogiochi basati sulle regole di Dungeons & Dragons, vista anche la cospicua presenza di server fra i quali i giocatori possono scegliere. Ogni server, a seconda dell'hardware e della larghezza di banda a disposizione, può supportare teoricamente fino a 96 giocatori nello stesso modulo anche se la maggior parte di essi limita il numero massimo a 35/40 per evitare problemi di lag, i server più grandi e frequentati tendono a dividersi in 2 o più server (server1, server2, etc..) uguali tra loro ma limitati ad un massimo di 35/40 giocatori ciascuno.
I moduli di NWN sono costruiti da appassionati in una varietà di generi e temi differenti, inclusi i mondi persistenti (tipici dei MUD). La maggior parte dei server presenti è di tipo "persistente", ovvero sono accesi e presenti 24 ore su 24. Altri server sono comunque presenti solo in determinati orari o su appuntamento tra giocatori. L'accesso ai server è gratuito (la BioWare vincola tutti gli utenti con il contratto di licenza affinché qualsiasi mondo persistente rimanga accessibile senza obbligo di pagamento per il giocatore), chiunque può costruire il proprio server e pubblicarlo su GameSpy per permettere a qualsiasi giocatore di entrare.
I server, per comodità di scelta, sono divisi in varie categorie:
Storia leggera - caratterizzati da una leggera impostazione di role playing - poco diffusi
Solitario - moduli da giocare un solitario - poco diffusi
Mischia - Tutti contro tutti - poco diffusi
Interpretazione - Caratterizzati da un obbligo di interpretazione in stile GDR del proprio personaggio - molto diffusi
Storia - Una via di mezzo tra azione e interpretazione, i moduli hanno comunque una loro storia e ambientazione ben definita - molto diffusi
Azione - Moduli senza alcun legame o quasi con il GDR, dove tutto è focalizzato sul potenziamento del proprio personaggio e sui combattimenti - molto diffusi
Squadra Moduli incentrati al combattimento,con risalto all'organizzazione del party - poco diffusi
Sociale Server incentrati ai rapporti sociali tra pg più che al combattimento - poco diffusi
Supporto tecnico - dedicati ai test e prove dei moduli
Storia PW - Come storia ma sono server persistenti
Azione PW - vedi sopra
Alternativa - Dedicato a server con ambientazioni "alternative" ovvero non di stile D&D
Arena - Dedicato a server spesso formati da una sola area o poco più caratterizzati da duelli giocatore contro giocatore o squadra contro squadra
Le categorie sono solo indicative ed il costruttore del modulo può decidere in autonomia dove pubblicare il proprio server.
Inoltre i server si possono dividere in PvP (Player vs Player) e PvM (player vs Mob).
I server azione sono prevalentemente PvP mentre i server più orientati al gdr (storia, Interpretazione) hanno delle regole ben definite per effettuare il PvP (per esempio ci deve essere una sfida ufficiale, oppure guerre tra gilde presenti sul server).
I server sono mediamente frequentati da 5/10 giocatori presenti contemporaneamente, anche se quelli di maggior successo hanno anche 50/100 giocatori contemporanei.
In diversi moduli, grazie alla versatilità ed alla potenza di Aurora ma soprattutto al lavoro degli appassionati che li creano, le regole di gioco e le ambientazioni sono state completamente ridisegnate superando molto spesso le limitazioni del gioco originale. Una delle peculiarità possedute da Neverwinter Nights e che lo avvicina all'esperienza di una partita a Dungeons & Dragons giocata "carta e penna" attorno a un tavolo è la presenza nelle partite multiplayer del Dungeon Master, una figura che in D&D assume il ruolo di narratore/arbitro/amministratore e che può influenzare, in tempo reale, gli eventi dell'avventura.
I server possono anche essere collegati insieme, consentendo la creazione di vasti mondi multiserver; due esempi recenti sono A land Far Away Archiviato il 2 maggio 2008 in Internet Archive. e Confederation of Planes and Planets. Siccome Neverwinter Nights manca di una funzione di chat globale, a parte la supportata GameSpy, i giocatori si arrangiano "rimorchiando" altri giocatori attraverso l'interfaccia multiplayer del gioco o con appuntamenti prefissati con amici. Questa fase è facilitata da siti come Neverwinter Connections, che rendono l'esperienza simile a quella dei giochi di ruolo Pen & Paper.

## Sviluppo
In origine il gioco fu sviluppato da Interplay Entertainment, ma le difficoltà finanziarie dell'editore portarono alla cessione del titolo. Negli USA, Infogrames ha pubblicato Neverwinter Nights per Windows il 18 giugno 2002, mentre in Europa il 3 luglio dello stesso anno (tranne in Germania, dove è stato pubblicato il 28 giugno).
BioWare l'ha poi pubblicato nel giugno del 2003 in versione client per Linux, Neverwinter Nights Linux Client, scaricabile gratuitamente, mentre MacSoft ne ha pubblicato la versione per macOS nell'agosto 2003 (ma solo per il mercato statunitense).

La Floodgate Entertainment ha sviluppato sotto etichetta Jamdat Mobile una versione del gioco per telefoni cellulari, Neverwinter Nights: Mobile, distribuito il 2 settembre 2004.
Il gioco trae in parte ispirazione dall'originale Neverwinter Nights, gioco di ruolo online della America Online (AOL) attivo dal 1991 al 1997 che è stato il primo Massively Multiplayer Online Role Playing Game (MMORPG) in computer grafica della storia dei videogiochi.
La prima uscita della versione europea del gioco (non localizzata però) constava del motore grafico Aurora Engine, un'avventura per il giocatore singolo e l'Aurora toolset (solo per Windows). La confezione per cui veniva venduta conteneva, oltre ai tre CD-ROM, una mappa plastificata della città di Neverwinter, una Quick Reference Card e il manuale di istruzioni.
Successivamente sono state pubblicate due espansioni ufficiali, le cui trame sono separate da quella principale raccontata nel gioco base: Shadows of Undrentide e Orde dal Sottosuolo. Oltre a queste, sul sito web della BioWare è presente un negozio online dal quale è possibile scaricare a pagamento altre espansioni ufficiali meno vaste (chiamate premium modules) e altri moduli completamente gratuiti.
L'ultima versione disponibile di Neverwinter Nights è la 1.68 per il gioco italiano e 1.69 per la versione inglese.
Per la programmazione di elementi di gioco come l'intelligenza artificiale è stato utilizzato il linguaggio di programmazione Lua.
La valutazione del gioco fatta dalla ESRB è Teen (13+)
Il simbolo della Croce Rossa è stato rimosso dal modello del guaritore a seguito del reclamo della Croce Rossa Canadese.

### Aurora Engine
L'Aurora Engine è un motore di gioco sviluppato da BioWare per essere utilizzato in videogiochi di ruolo per PC e console. L'Aurora Engine è il successore in 3D del precedente motore grafico di BioWare, in 2D, l'Infinity Engine. Neverwinter Nights 2 sfrutta invece l'Electron Engine.
Star Wars: Knights of the Old Republic, il suo seguito, Star Wars: Knights of the Old Republic II: The Sith Lords (con una versione modificata) e The Witcher sono gli altri videogiochi di ruolo che sfruttano questo motore grafico.

## Contenuto generato dagli utenti

### Aurora toolset
Neverwinter Nights contiene l'Aurora toolset, un software che consente ai giocatori di creare moduli personalizzati (in questo contesto, un modulo è un'avventura creata utilizzando un toolkit) potenzialmente più avanzati della campagna compresa nel gioco base. Questi moduli possono prendere la forma di mondi multiplayer online, avventure per giocatore singolo, luoghi di allenamento o demo per mostrare la tecnologia del gioco. Inoltre, molte applicazioni di terze parti hanno ulteriormente espanso l'abilità degli appassionati di creare elementi di gioco personalizzati, consentendo di creare anche nuove classi, razze, equipaggiamento e mostri. I creatori di questi contenuti sono chiamati "builders" ("costruttori") nelle community di Neverwinter Nights. L'Aurora toolset (toolset significa letteralmente "serie di attrezzi"), conosciuto anche come Aurora toolkit (toolkit letteralmente significa "attrezzatura") è costituito da una combinazione formata da un editor di terreno di gioco basato su un sistema "a mosaico" (in inglese tile system, in cui le superfici delle aree di gioco vengono via via composte sistemando nella posizione voluta degli oggetti ricoperti di texture come fossero tessere di un mosaico), da un editor di script (in pratica gli "ordini" impartiti ai personaggi non giocanti), da un editor per le conversazioni e da un editor di oggetti (con cui il costruttore può posizionare gli oggetti voluti all'interno dell'area di gioco).
Con l'Aurora toolset il giocatore può creare nuove scene, quest, mini-giochi e conversazioni. Spesso i giocatori che hanno prodotto moduli utilizzando il toolkit li hanno resi disponibili per il download. A parte l'utilizzo di elementi di costruzione disponibili nel gioco base, gli aspiranti sviluppatori possono aggiungere nuovi elementi creati con altro software (come, ad esempio, 3D Studio Max, che consente di creare oggetti e modelli di personaggi, oppure software per composizioni musicali o editing video per i filmati introduttivi) memorizzandoli in file, chiamati "Haks" (o "hakpacks") per via della loro estensione (.hak).
Gli sviluppatori non hanno mai convertito il toolset per le versioni Mac OS X e Linux del gioco; il risultato è che sono stati creati per questi sistemi operativi editor concettualmente simili all'Aurora toolset e a NWScript ma open source: neveredit e neverscript. Il linguaggio di scripting dell'Aurora toolset si chiama NWScript, ed è simile ai linguaggi di programmazione C++ e Java. Consente la creazione di complessi comportamenti e radicali cambiamenti alle regole inerenti ad ogni modulo.

### Mod
La Community Expansion Pack (CEP) del gioco, un piccolo gruppo di costruttori, raccoglie, seleziona e testa i migliori lavori inviati dai giocatori, e, se sono degni, li aggiunge al loro progetto, una enorme collezione di oggetti, creature e modelli di personaggio racchiusa in un unico "hakpak". Alcuni anni dopo è nato un progetto gemello, il Community Tileset Project con la stessa intenzione del CEP ma incentrata sui tileset, ovvero le tessere utilizzate per comporre le aree di gioco.
Altri gruppi si sono dedicati allo sviluppo di moduli che ricreano ambientazioni cartacee: La City of Doors Initiative (CODI) per Planescape (progetto defunto) e DragonLance Adventures (DLA) per Dragonlance.
Nel dicembre 2003 il Players Resource Consortium Archiviato il 14 agosto 2006 in Internet Archive. ha reso disponibile il PRC, un gruppo di hakpak che aggiunge al gioco nuove classi, razze, abilità e incantesimi. Fino alla prima metà del 2006, il PRC ha approssimativamente triplicato il numero di classi di prestigio che aveva il gioco originale; ha poi aggiunto una dozzina di incantesimi epici e molti incantesimi normali che fanno il miglior uso dell'Aurora Engine della BioWare, tra cui: Teleportation, Transposition, Mazes e Summoning Houses. Inoltre sono stati inclusi i poteri psionici, che sono essenzialmente incantesimi ma che consumano "punti potere", similmente alla classe dello Stregone.

## Espansioni
- Shadows of Undrentide è un'espansione distribuita in Europa nel giugno del 2003. Al gioco originale aggiunge 5 classi di prestigio, 16 creature (di cui due selezionabili come famigli), 3 tileset, oltre 30 talenti e oltre 50 incantesimi (sia arcani che divini); inoltre sono presenti nuovi scripting per chi usa l'Aurora toolset. La trama dell'avventura inclusa è la storia di uno studente inviato a recuperare alcuni oggetti magici rubati; gli eventi cominciano nelle Marche d'Argento per poi spostarsi verso il deserto Anauroch e l'antica città netherese di Undrentide.
- Orde dal Sottosuolo, uscita in Europa nel dicembre del 2003, espande il level-cap (cioè il livello massimo che il personaggio può raggiungere) fino al livello 40 (i livelli successivi al 20º sono chiamati "livelli epici"); inoltre aggiunge nuovi incantesimi, oggetti specifici per ogni tipologia di personaggio, tileset, classi di prestigio, talenti e abilità, oltre che la compatibilità con i processori Intel Pentium 4. La storia continua dove Shadows of Undrentide l'aveva lasciata, con un personaggio di livello 15 (iniziando l'espansione con un personaggio di livello inferiore a 15, il gioco lo aumenta automaticamente), e conduce fino allo sterminato mondo sotterraneo conosciuto come Sottosuolo; il primo capitolo ha luogo nel dungeon di Sottomonte, al di sotto della città di Waterdeep. Il titolo della versione tedesca dell'espansione è Die Horden des Unterreichs.

Anche se non sono espansioni, Atari ha distribuito in successione altre edizioni del gioco dopo la prima pubblicata nel 2002:
- Neverwinter Nights: Gold comprende l'edizione originale più l'espansione Shadows of Undrentide.
- Neverwinter Nights: Deluxe Edition (chiamato negli USA Neverwinter Nights: Platinum) comprende tutti e tre i prodotti ufficiali ed è venduto in un singolo DVD-ROM oppure in quattro CD-ROM.
- Neverwinter Nights Deluxe Special Edition, stesso contenuto dell'edizione Deluxe ma con bonus extra.
- Neverwinter Nights: Diamond comprende l'edizione Deluxe più 3 premium modules.

### Premium module
Durante il 2004, BioWare ha lanciato online il suo store ed ha iniziato a vendere quelle che definisce premium modules poiché parte della sua distribuzione di programmi digitali. Questa iniziativa è stata sostenuta dal Live Team Lead Designer di Bioware (in pratica il capo della squadra dei progettisti), Rob Bartel. Anche se tecnicamente non sono espansioni queste "avventure in scala ridotta" introducono nuove trame e meccaniche di gioco. Inoltre, spesso includono nuove musiche e immagini che BioWare dichiara di voler integrare nelle future patch e update del gioco originale; infatti, la patch più recente, include la maggior parte di questo materiale incluso nei premium module. BioWare ha deciso che il profitto generato da questi moduli sarà reinvestito nel supporto delle comunità di appassionati e per l'uscita di update e miglioramenti del gioco originale. I moduli che sono venduti esclusivamente via download richiedono un accesso a internet per poter essere giocati, anche se sono solo per il giocatore singolo. I moduli dell'espansione Kingmaker non lo richiedono, ma sono solo per Windows. I moduli inclusi nella Neverwinter Nights Diamond Edition non richiedono l'accesso a internet per poter essere giocati.
- Neverwinter Nights: Kingmaker — Nel novembre del 2004, BioWare ha annunciato il premium module che considera il suo fiore all'occhiello, il quale riceverà il premio come "PC RPG of the Year" (videogioco di ruolo dell'anno) dalla Academy of Interactive Arts & Sciences. Il giocatore è chiamato a sconfiggere il male alla Keep of Cyan e pretendere il trono.
- Neverwinter Nights: ShadowGuard con, gratuitamante, Witch's Wake — Nello stesso momento dell'uscita di Kingmaker, BioWare ha offerto in bundle un altro paio di brevi premium module, che includono ShadowGuard, creato da Ben McJunkin, membro di una community, e Witch's Wake, una versione rimasterizzata del popolare modulo di Rob Bartel con lo stesso nome. Questa versione aggiunge nuove sottorazze, musiche e un sostanziale rifacimento del doppiaggio dei personaggi.
- Neverwinter Nights: Pirates of the Sword Coast — Nel giugno del 2005, BioWare ha annunciato l'imminente uscita di un altro premium module. La storia ha inizio nella città di Neverwinter, e conduce ad una lunga e spavalda avventura a bordo di una nave. I personaggi partono dal 5º livello.
- Neverwinter Nights: Kingmaker (collezione di Premium module) — Atari ha distribuito questo CD-ROM di espansione nel settembre 2005; comprende i premium module Kingmaker, Shadowguard e Witch's Wake.
- Neverwinter Nights: Infinite Dungeons — A maggio 2006, BioWare ha distribuito questo premium module ambientato nei livelli di Sottomonte, al di sotto di Waterdeep. La caratteristica principale è che i dungeon vengono generati casualmente, e sono adatti a personaggi di qualsiasi livello. Il modulo è progettato sia per il gioco singolo che quello multiplayer. Con l'eccezione della possibilità di rigenerare un personaggio, Infinity Dungeons è molto simile ad un "roguelike" in 3D.

A partire da settembre 2006 la produzione di nuovi premium module si avvia a terminare, in preparazione dell'uscita di Neverwinter Nights 2.
Nel 2018, Beamdog pubblica una nuova versione chiamata Enhanced Edition evoluzione della ultima versione 1.69

## Seguito
Il seguito di Neverwinter Nights, Neverwinter Nights 2, è sviluppato dalla Obsidian Entertainment, una compagnia che ha una lunga storia associativa con BioWare; la cessione dello sviluppo è stata fatta in accordo con quest'ultima, che ha preferito dedicarsi ad altri titoli, come Mass Effect e Dragon Age: Origins. Il gioco è stato pubblicato in Europa il 3 novembre 2006.

## Premi
- E3 2000 Game Critics Awards: Best Role-Playing Game, Best Online Multiplayer (miglior videogioco di ruolo, miglior videogioco multiplayer online)
- E3 2001 Game Critics Awards: Best Role-Playing Game
- E3 2002 Game Critics Awards: Best Role-Playing Game

## Utilizzi educativi
Neverwinter Nights è utilizzato per scopi educativi nel college di West Nott (Regno Unito) per aiutare i futuri sviluppatori a comprendere l'arte della programmazione dei videogiochi. Neverwinter Nights e nello specifico il suo toolset Aurora è utilizzato per scopi educativi nel corso di Informatica dell'Università di Bari (Italia) per aiutare i futuri sviluppatori a comprendere l'arte della programmazione dei videogiochi (nel corso a scelta Sviluppo di videogiochi).